# Bag spejlet
Bag spejlet (originaltitel: Through the Looking-Glass, and What Alice Found There) (1871) er en børnebog skrevet af Lewis Carroll. Bogen er en efterfølger til Alice i Eventyrland (1865). Selvom Bag Spejlet ikke indeholder henvisning til begivenhederne i den tidligere bog, fungerer temaerne og stederne som en slags spejlbillede af Eventyrland.
Hvor Alice i Eventyrland, som begynder i en udendørs scene i den varme maj måned – 4. maj, bruger hyppige ændringer i størrelse som virkemidler i en del af historien og bygger på billedsproget i kortspil, så indledes Bag Spejlet indendørs på en snehvid, vinterkold nat, præcis seks måneder senere – 4. november (dagen før Guy Fawkes Night). I Bag Spejlet bruges hyppige ændringer i tid og rumlige retninger som del af historien, og der bygges dertil på billedsproget i skakspillet. I bogen findes en del spejltemaer – fx modsætninger, tid der går baglæns.

## Historie
Alice grubler over, hvordan verden er på den anden side af et bestemt spejl. Til hendes overraskelse er hun i stand til at passere igennem spejlet og kan opleve den anden verden. Hun opdager en bog med spejlpoesi, "Jabberwocky", som hun kan læse blot ved at holde teksten op til spejlet.
Da Alice forlader huset, træder hun ind i en have, hvor blomsterne taler med hende og tager hende for en blomst. Hun møder også den Den Røde Dronning, som tilbyder Alice tronen, hvis blot hun vil flytte sig til den ottende række i en skakmatch. Alice er placeret som en hvid dronningebonde og indleder spillet ved at rykke fra anden til fjerde række, da bønder i skak kan rykke to felter i første træk.
Hun møder derefter Tweedledum og Tweedledee, som hun kender fra det berømte børnerim. De reciterer det lange digt "Hvalrossen og Tømmermanden" for hende og udspiller derefter selv begivenhederne i digtet. Alice fortsætter og møder Den Hvide Dronning, der er meget adspredt og senere omdannes til et får.
Det følgende kapitel detaljerer hendes møde med Klumpe-Dumpe, der forklarer hende betydningen af "Jabberwocky", før han uundgåeligt falder ned fra væggen. Dette følges op af et møde med Løven og Enhjørningen, der igen udspiller et børnerim.
Hun bliver derefter reddet fra den Røde Ridder af den Hvide Ridder, der af mange anses for at være en afbildning af Lewis Carroll selv. Ridderen falder gentagne gange af sin hest, hvilket sandsynligvis en henvisning til den L-formede rokade, som hesten udfører i skak.
På dette punkt når hun frem til den ottende række og bliver dronning – og ved at fange Den Røde Dronning – sætter hun Den Røde Konge (som har ligget stille gennem hele fortællingen) skakmat. Hun vågner så fra sin drøm (hvis det havde været en drøm), og bebrejder sin sorte killing (den hvide killing var helt uskyldig) for at have forårsaget historien.
De to killinger er afkom af Dinah, Alices kat i Alice i Eventyrland.

## Skak som tema
Hvor Alice i Eventyrland har spillekort som tema, er Bag Spejlet løst baseret på et parti skak, udspillet på et gigantisk skakbræt. De fleste vigtige personer, der mødes i historien, er repræsenteret ved hver sin skakbrik. Alice selv er en bondebrik. Men de bevægelser, der er beskrevet i "skakproblemet", kan ikke gennemføres ifølge spillereglerne for skak på grund af en bevægelse, som hvid ikke kan rykke. (En liste over gyldige træk er inkluderet – bemærk, at et barn kan begå denne fejl på grund af manglende erfaring).[kilde mangler]
Selv om skakproblemet generelt, på grund af ovenstående "fejl", er blevet betragtet som en nonsenskomposition, har de franske forskere Christophe Leroy og Sylvain Ravot argumenteret, at den faktisk indeholder en "skjult kode" fra Carroll til læseren. Koden formodes at have tilknytning til Carrolls forhold til Alice Liddell og indeholder tilsyneladende flere henvisninger til Carrolls favoritnummer: 42. Teorien og dens antydninger har været kritiseret for manglende solide beviser, for misfortolkning af historiske fakta om Carroll og Alice, og for at være en flirten med numerologi og esoterisme.
Spejlverdenen er opdelt i sektioner af bække, hvor det at passere en bæk normalt er tegn på en bemærkelsesværdig ændring i sceneri og handling: Bækkene repræsenterer opdelingen mellem kvadraterne på skakbrættet, og Alices bevægelse mellem dem betyder, at hun rykker længere frem på brættet. Rækkefølgen af træk mellem hvid og sort/rød følges ikke altid, hvilket stemmer overens med bogens omvendte spejlbillede-tematik, som det nævnes af matematikeren og forfatteren Martin Gardner.[kilde mangler]
Carroll boede på Beckley med udsigt til Otmoor, og skakbræt-temaet menes at have været inspireret af det karakteristiske landskabsmønster med indhegninger og dræninger.[kilde mangler]

## Tilbagevendende figurer
Figurerne Hatta og Haigha (på engelsk udtalt som [ˈhæt.ər] og [heər]) optræder , og er afbildet (af John Tenniel, ikke af Carroll) med samme udseende som deres modparter i Eventyrland, den Gale Hattemager og Marts Hare. Alice genkender dem dog ikke som sådan.
Dinah, Alices kat, gør også en tilbagevenden – denne gang med hendes to killinger; Kitty (den sorte) og Snowdrop (den hvide)
Alices søster nævnes, selv om hun ikke direkte optræder i fortællingen.
I både Alice i Eventyrland og Bag Spejlet er der ordspil og vittigheder om to ikke-eksisterende figurer, Ingen, og Nogen.
Paradoksalt nok kalder myggen Alice for "en gammel ven", selvom den ikke optræder i Alice i Eventyrland.

## The Wasp in a Wig
Lewis Carroll besluttede at udelade en scene, der involverer, hvad der er blevet beskrevet som "Hvepsen i en paryk" (engelsk: "The Wasp in a Wig"). Det er i en biografi skrevet af Carrolls nevø, Stuart Dodgson Collingwood, blevet foreslået, at en af grundene til denne udeladelse skyldtes et forslag fra hans illustrator, John Tenniel. I et brev til Carroll, dateret den 1. juni 1870, skrev Tenniel:
| „ | "… Jeg er nødt til at sige, at "hvepse"-kapitlet ikke interesserer mig det mindste, og jeg kan ikke se et billede for mig. Hvis du ønsker at afkorte den bog, kan jeg ikke lade være med at tænke – med al underkastelse – at der er din chance." | “ |

I mange år havde ingen haft nogen idé om, hvad dette manglende afsnit bestod af, eller om det havde overlevet. I 1974 blev et dokument, der påstod at være bevis for det manglende afsnit, solgt ved Sotheby's; katalogbeskrivelsen lød i uddrag at "beviserne blev købt af forfatteren … personlige effekter … Oxford, 1898 … ." Auktionen blev vundet af John Fleming, en boghandler fra Manhattan. Det vindende bud var £ 1700.[kilde mangler] Indholdet blev efterfølgende offentliggjort i Martin Gardners The Annotated Alice: The Definitive Edition, og er også tilgængelig som en hardback bog The Wasp in a Wig: A Suppressed Episode ... (Clarkson Potter, MacMillan & Co.; 1977).
Det genopdagede afsnit beskriver Alices møde med en hveps, som er iført en gul paryk, og omfatter et tidligere ikke-udgivet digt. Hvis det var medtaget i bogen, havde det værei inddraget eller efterfulgt kapitel 8 – kapitlet med mødet med Den Hvide Ridder.
Afsnittet er almindeligt anerkendt som ægte, skønt nogle betvivler ægtheden. Manuskriptet er ikke blevet undersøgt fysisk for at fastslå alder og ægthed.